# Sinologi
Sinologi är vetenskapen om språket i Kina och kinesisk kultur och historia med mera. En så kallad Kinakännare är oftast bekant med det politiska livet och samhället i Kina.